# Andrew Taylor Still
Andrew Taylor Still (Lee County, Virginia, 6 de agosto de 1828- 12 de diciembre de 1917), médico estadounidense, es considerado el padre de la osteopatía.

## Primeros años
Andrew Taylor Still nació en Lee County, en el oeste del Estado de Virginia, hijo de un practicante y pastor metodista, del cual heredó una arraigada devoción a Dios, al que solía denominar el Arquitecto.
Según cuentan las crónicas, ya mostró interés por la anatomía desde temprana edad y es sabido que en su etapa adolescente, se dedicó a disecar animales muertos. Entre los años 1858 y 1860, ayuda a su padre en los cuidados médicos de los indios de la tribu shawnee en la misión Wakarusa. Tras estudiar y servir como aprendiz de su padre, Still se licenció en el estado de Misuri. Posteriormente, a finales de la década de 1860, recibió formación adicional en el Kansas School of Physicians and Surgeons.
Durante la Guerra de Secesión sirvió como capitán del ejército de la Unión, pudiendo poner en práctica sus conocimientos médicos.

## Nacimiento de la osteopatía
Pronto quedó decepcionado de la concepción de la medicina tradicional, que se basaba casi exclusivamente en los fármacos para la curación de las enfermedades, remedios que desde un principio él consideraba tóxicos y nocivos para el organismo debido a sus efectos secundarios.
En 1864, presencia impotente la muerte de tres de sus hijos a causa de una epidemia de meningitis; este hecho, supuso un terrible impacto para él, lo que le obligó a replantearse los principios de la medicina para buscar un sistema alternativo de abordaje de la asistencia sanitaria. Siguió utilizando sus conocimientos de médico, mientras experimentaba con sistemas como el magnetismo y el mesmerismo. Así, está recogido que en 1865 ya se anunciaba como "sanador magnético" y "manipulador de huesos". 
Diversas fuentes han sugerido que el arte de la manipulación ósea le fue trasmitido por los indios Shawnee, mientras trabajaba en la Misión Wakarusa, Kansas, entre 1850-1860. 
Parece ser que, de manera gradual, Still se fue convenciendo de que, de todos estos abordajes, las técnicas manipulativas eran las más eficaces para actuar sobre las disfunciones anatómicas. 
Por ello, empezó a perfeccionar las manipulaciones articulares -fundamentalmente espinales- para el tratamiento de patologías de medicina interna, pues quería ampliar su aplicación más allá del manejo de las patologías del aparato locomotor, que era el dominio clásico de los manipuladores de huesos tradicionales de la época.
Después de algunos años de estudio y práctica, el 22 de junio de 1874 propuso finalmente un nuevo planteamiento de concepción de la salud y la enfermedad, la osteopatía, que en la concepción etimológica original de Still venía a significar "la vía del hueso" (de osteo, hueso y pathos, camino). La participación del sistema osteomuscular era evidente, pero esto no negaba la enorme importancia que Still le concedió a la irrigación sanguínea en las alteraciones de la función, así como al concepto de inmunidad natural o la capacidad intrínseca del organismo para autorregularse.
Para Still el sistema músculo-esquelético dejaba de ser ya la mera percha en donde se colgaban y se situaban los distintos órganos, tal y como era considerado tradicionalmente. Por el contrario, defendía que la función orgánica estaba verdaderamente condicionada por la estructura ósea, de tal manera que pequeños desarreglos a nivel de las articulaciones raquídeas o intervertebrales determinaban una disfunción orgánica.
Estos desarreglos vertebrales los corregía por medio de manipulaciones que él mismo desarrolló y que constituyen la verdadera clave e innovación de su método.

## Bases de la osteopatía
Las bases argumentales de la osteopatía muy pronto se revelaron antagónicas de las de la medicina ortodoxa occidental de su época, medicina que desde un principio cuestionó seriamente los planteamientos de Still.
La osteopatía descansa fundamentalmente en los siguientes principios:
- La estructura gobierna la función: Axioma básico y el más célebre de la osteopatía, viene a significar que toda alteración funcional viene determinada por una alteración estructural. La estructura no solo es importante, sino que es la clave del tratamiento. Por lo tanto, corrigiendo ésta podremos solucionar la disfunción orgánica.

- La ley de la arteria: todo desarreglo orgánico y visceral proviene de una mala irrigación sanguínea. En este sentido, proporcionar una buena nutrición al órgano es fundamental para restaurar su función.

- La ley del nervio: de la misma manera, los desarreglos viscerales y orgánicos pueden tener su origen en una interrupción del flujo nervioso debido a una restricción vertebral. Para ello, Still defiende que se puede restablecer la función normal por medio de la manipulación vertebral.

- La ley del todo: consecuentemente, todos los sistemas del cuerpo dejarían de estar aislados, y su función ya no debería ser estudiada de manera analítica. En vez de ello, estarían interconectados y serían interdependientes.

- La ley de autocuración del cuerpo: el cuerpo dispone de todos los mecanismos necesarios para la autocuración, solo hay que ayudarle a restablecer la función normal.

## Éxito y difusión de la osteopatía
En 1874, Still trató su primer caso de disentería hemorrágica en un niño de cuatro años en el que observaba que tenía el abdomen blanco y muy duro y por el contrario la zona lumbar roja y muy caliente lo que le llevó a pensar que el problema era óseo y lo trató desde este punto de vista con gran éxito, lo que supuso el despegue definitivo de la osteopatía.
Defensor desde entonces de una medicina completamente innovadora en Occidente, natural, manual y sin fármacos, se traslada en 1892 a Kirksville, Misuri, donde funda la Escuela Americana de Osteopatía (hoy Kirksville College of Ostheopatic Medicine).
A finales del siglo XIX, Taylor Still empieza a publicar sus textos de osteopatía y empieza a formar a sus primeros discípulos. La osteopatía llegaría a Europa a través de algunos de sus discípulos británicos, que la difundirían posteriormente por todo el continente y de ahí al resto del mundo.
Andrew Taylor Still muere en 1917.
- Datos: Q507992
- Multimedia: Andrew Taylor Still / Q507992